# 由加山
由加山（ゆがさん）は、岡山県倉敷市児島由加にある山岳、寺社および地区。また、その3つを総称したエリア名としても用いられる。通称で由加（ゆが）とも呼ばれる。かつては瑜伽山の表記をしていた。ただし、山岳名に関しては「瑜伽山」を正式名称としており、「由加山」は通称となっている。
当地全域は瀬戸内海国立公園岡山地域に含まれ、第二種特別地域に指定され由加山園地として公園事業も行われている。また、風致景観および自然環境の保全や適正な公園利用を目的に、同公園岡山地域を11区域に分けた管理計画区のひとつ（由加山地区）である。

## 山岳
倉敷市児島北部の丘陵地にあり、標高は274m。古来より磐座信仰・山岳信仰の対象とされていた山である。正式名称は昔の表記である瑜伽山（ゆがさん）であり、地図等にも基本的にこの名称でのっている。ただし、一般的には由加山の表記を用いる場合が多い。
児島半島のほぼ中央部に位置しており、周囲は自然林に覆われているため瀬戸内海国立公園の一部となっている。奈良時代（733年）に行基がこの山に阿弥陀如来と薬師如来の二尊を「瑜伽大権現」（ゆがだいごんげん）として祀り、寺社を建てた。瑜伽大権現は、日本三大権現の一つとして数えられる。

## 寺社

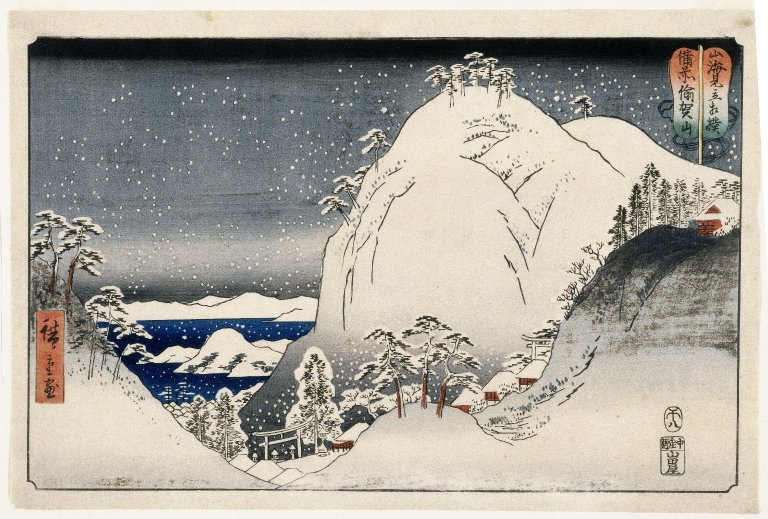
歌川広重の描いた由加山

現在の由加山蓮台寺と由加神社本宮を総称して「由加山」と俗に称されている。日本三大権現の一つである瑜伽大権現の総本山、また厄除けの総本山として知られ、二千有余年の歴史を自称している。
その歴史は、前述の山岳に733年（天平5年）、聖武天皇の勅願により、行基の開基によって経尾山瑜伽寺摩尼珠院（現・蓮台寺）が建立されたとされる。
その後、室町時代初期に増吽僧正が中興したのを経て、江戸時代中期には岡山藩主池田家の祈願所となり、正月・五月・九月には藩主自ら由加山に参拝した。
また、蓮台寺境内に池田公が権現造りの本殿・拝殿を新築・寄進した。
元は神仏習合の施設であったが、明治の神仏分離の法難にあい、前述の神社の場所だけを由加神社とし、分離。後に各地に分社が建立されたため、由加神社を由加神社本宮と称するようになる。
第二次世界大戦後の国家神道解体に伴い、宗教法人としては形式的に分離したままで神職も配置していたが、事実上蓮台寺により一体的に運営され、僧侶が本殿で祈祷を行うなど明治以前の形態に復していた。
1998年3月、当時の住職と宮司であった兄弟の間で確執が起き、由加神社が神社部分の建物を占拠して独自の宗教法人活動を開始して以降、参拝時に互いの駐車場を共用することを禁止しており、両寺社の関連はないことを主張する看板が立てられるなど、両者の関係は完全に断絶している。また寺側が神社側が占拠した建物の明け渡しを求めるなど裁判沙汰にもなった。
ただし、参拝客は依然として両寺社を総称して「由加山」と称している。
ちなみに、かつてはこの由加山と讃岐国の金刀比羅宮の両方に参拝する「両参り」という風習があったという。『東海道中膝栗毛』の続編、『宮嶋参詣 続膝栗毛』にも登場している。

## 門前町
前述の寺社の参道沿いに参拝客相手の店が発展し、門前町が形成された。その門前町も由加山の通称で呼ばれる。現在も往時の雰囲気を残しているが、多くの店は普段は営業を行っておらず、正月などの参拝客が多い時期にのみ営業している店がほとんどである。
参道沿いは飲食店や土産物店が大半であるが、中には郵便局などもある。参道沿いから奥には住居が建ち並んでいる。現在も古くからの建造物が多数残っており、参道周辺について規模・構造・デザインが周囲一帯との雰囲気を乱すことのないようにし、老朽化した建造物は門前町景観維持の観点から改修あるいは撤去等を所有者に働きかけるといった、景観保全・町並み保存活動が執り行われている。
また、当地の名物として古くからあんころ餅が知られている。
地区から少し離れたところには由加温泉がある。
かつて両参りが盛んだったころ、由加山南麓の田ノ口港が最寄の港であったため、田ノ口地区や近接の唐琴（引網村）地区や下の町地区なども門前町として栄えた。現在も田ノ口地区には由加山の鳥居がある。ちなみに田ノ口という地名は「由加の口」が変化したものである。

## 地域
由加山は、児島地域の由加地区（児島由加）内に含まれる。
かつて由加地区は、南隣の地区である白尾（しろお）地区（児島白尾）とともに山村という村名を名乗っており、児島郡に属していた。その後由加は田ノ口村への移管、琴浦町への移行を経て現在倉敷市児島由加（こじまゆが）となっている。
児島白尾・児島由加を併せて由加山、あるいは由加と通称されることもある。白尾の一部を除き、全域が倉敷市立琴浦北小学校の学区であることから、琴浦北とも称される。なお、中学校は倉敷市立琴浦中学校となる。
児島由加の郵便番号は711-0901（児島郵便局管区）。

### 沿革
由加山を含む由加地区の沿革
- 733年 - 蓮台寺が建立される
- 江戸時代 - 山村が岡山藩領となる
- 1871年8月29日 - 廃藩置県により、岡山県児島郡山村が成立
- 1889年6月1日 - 町村制施行により、児島郡山村・木見村・尾原村と合併し、児島郡木見村となる
- 1906年4月1日 - 児島郡木見村から旧山村地区が同郡田ノ口村へ移管となる
- 1907年4月1日 - 児島郡田ノ口村・鴻村が合併し、児島郡琴浦村となる
- 1915年11月1日 - 児島郡琴浦村が町制を施行し、同郡琴浦町となる
- 1948年11月1日 - 児島郡琴浦町が児島市に編入合併する
- 1967年2月1日 - 児島市・旧倉敷市・玉島市が対等合併を行い新倉敷市を新設、由加は倉敷市児島由加となる

### 施設
由加山を含む由加地区の施設
- 蓮台寺
- 由加神社本宮
- 普賢茶堂
- 由加神社本宮案内所
- 児島由加簡易郵便局
- 倉敷由加温泉ホテル山桃花
- 由加少年自然の家
  - 由加体育館
- 倉敷市立琴浦北小学校
- 倉敷市立琴浦北幼稚園